# Rechtliche Stellung des Cannabisgebrauchs in Kanada

Maple Weed Flag (2008)

Der Besitz, Erwerb und Konsum von Cannabis ist in Kanada für Personen ab üblicherweise 19 Jahren eine legale Handlung, sofern die außerhalb der eigenen Wohnung mitgeführte Menge 30 Gramm nicht übersteigt. Der Handel erfolgt über staatlich lizenzierte Abgabestellen.

Logo der Marijuana Party of Canada (2008)

## Geschichte
Der Gebrauch von Cannabis wurde in Kanada im Jahr 1923 verboten. Im Jahr 2000 formierte sich in Montreal die Marijuana Party of Canada, die jedoch niemals ins Parlament einzog. Die Verwendung von Cannabis und Cannabinoiden als Arzneimittel wurde 2001 legalisiert. Im Juni 2018 beschloss der Senat, Cannabis als Rauschmittel für Personen ab 18 Jahren zu legalisieren. Provinzen und Territorien haben die Möglichkeit, ein höheres Mindestalter festzulegen, zum Beispiel 19 Jahre. Das entsprechende Gesetz trat am 17. Oktober 2018 in Kraft. Seitdem dürfen alle Erwachsenen ab 19 Jahren (in zwei Provinzen abweichend 18 bzw. 21 Jahre) in der Öffentlichkeit bis zu 30 Gramm Cannabis mit sich führen.

Räumliche Verteilung der pro/contra-Stimmen beim Cannabis Act, Bill C-45 (2017)

## Legalisierung als Freizeit-Droge 2018
Bei der Kanadischen Unterhauswahl 2015 war die Legalisierung von Cannabis als Rauschmittel ein zentrales Wahlversprechen von Justin Trudeau, dem Vorsitzenden der Liberal Party of Canada. Nach seinem Wahlsieg initiierte er ein Gesetz, das den Anbau, Verkauf und Konsum von Cannabis ab Sommer 2018 legalisieren sollte. Ein entsprechender Gesetzentwurf (Cannabis Act, Bill C-45) wurde Ende November 2017 vom Unterhaus an den Senat überwiesen, der am 22. März 2018 darüber diskutierte und dem Entwurf nach einigen Änderungen am 7. Juni 2018 zustimmte. Der Entwurf gelangte wieder zum Unterhaus, das für diesen stimmte, jedoch nicht alle Änderungen des Senats übernahm und ihn daher erneut dem Senat überwies. Dieser nahm die Vorlage schließlich am 19. Juni 2018 mit 52 zu 29 Stimmen an und legalisierte damit Cannabis in Kanada. Das Gesetz trat am 17. Oktober 2018 in Kraft. Aufgrund des enormen Käuferinteresses kam es an diesem Tag bei Abgabestellen teilweise zu Lieferengpässen.

## Vertrieb

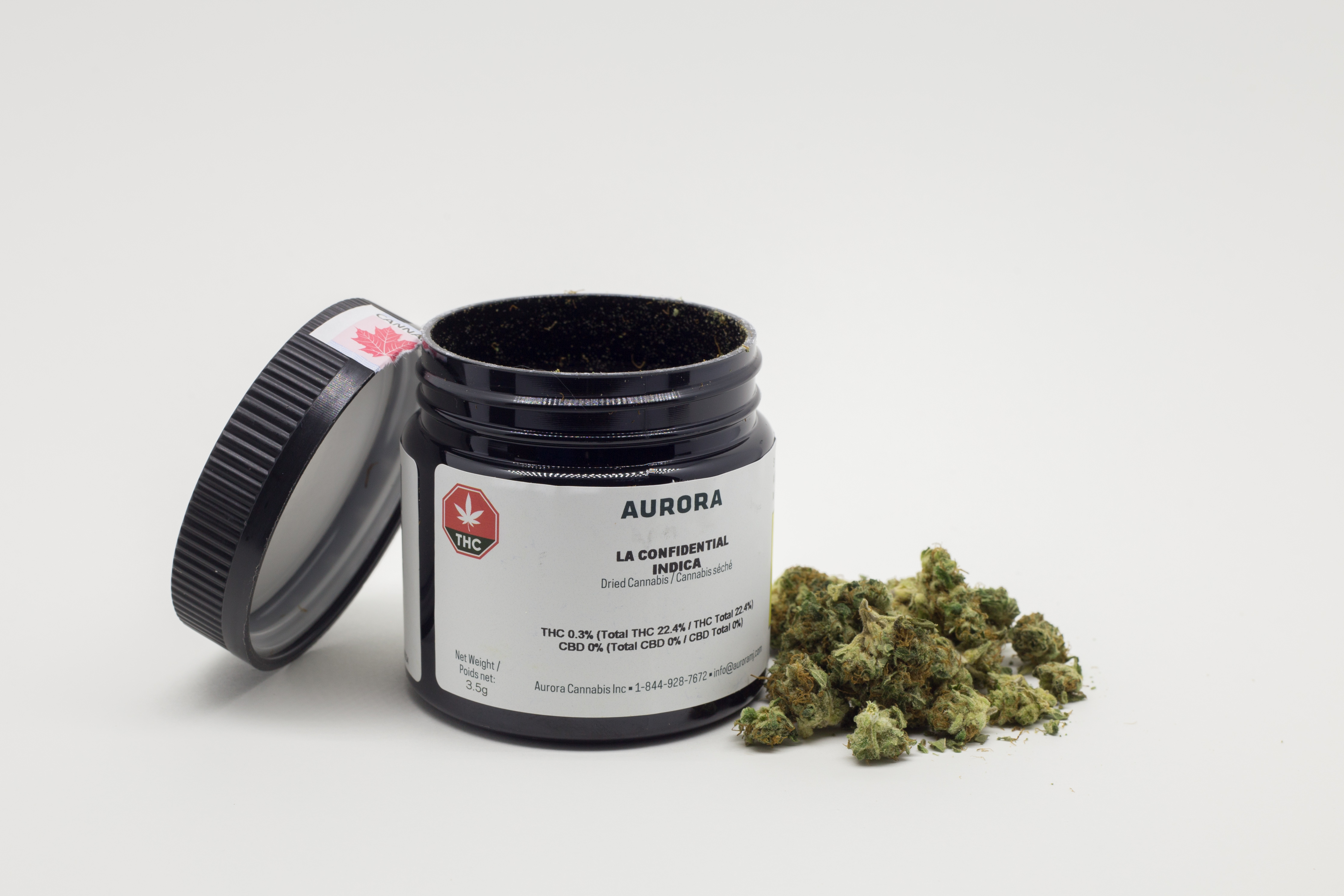
Ein Glas mit Cannabis aus Quebec

Der Vertrieb erfolgt über staatlich lizenzierte Produzenten und Abgabestellen. Zu Beginn der Legalisierung existierten in Kanada 132 lizenzierte Marihuana-Produzenten, wobei insgesamt 69 Hersteller ihren Sitz in der Provinz Ontario hatten. Etwa die Hälfte dieser Unternehmen ist börsennotiert. Der Bezug von Cannabis ist auch über das Internet möglich. Über eine dortige Seite der Regierung lässt sich zudem prüfen, ob ein Händler lizenziert ist. Die für den Vertrieb erforderlichen Lizenzen werden durch die jeweiligen Provinzregierungen erteilt. Für den Beginn des Handels war ein Preis von zehn Dollar (etwa sieben Euro) pro Gramm Cannabis vorgesehen. Hierin enthalten war eine Steuer von einem Dollar. Im September 2023 betrug der Durchschnittspreis nur noch 5 CAD (3,50 Euro).

## Restriktionen
Der Umgang mit Cannabis ist in Kanada nach wie vor mit einigen Restriktionen belegt. So ist es erforderlich, dass Bürger mindestens 19 Jahre alt sind, um legal mit Cannabis umgehen zu dürfen. Lediglich in der Provinz Alberta genügt ein Alter von 18 Jahren. Darüber hinaus ist die Menge, die Personen außerhalb ihres Zuhauses mit sich führen dürfen, auf 30 Gramm beschränkt. Cannabis darf in der Regel überall dort konsumiert werden, wo auch das Rauchen von Tabakwaren erlaubt ist. Öffentliche Gebäude, Züge, Busse oder Spielplätze sind damit tabu. In sechs der dreizehn Provinzen ist der Konsum von Cannabis jedoch nur im privaten Bereich und nicht in der Öffentlichkeit erlaubt. Der Eigenanbau von Marihuana ist in allen Provinzen außer Manitoba und Quebec erlaubt (beschränkt auf vier Pflanzen pro Haushalt). Geschäfte auf dem Schwarzmarkt mit nicht lizenzierten Händlern und Autofahren unter Drogeneinfluss sind weiterhin verboten.
Seit 2020 beträgt das Mindestalter für den legalen Umgang mit Cannabis in Quebec 21 Jahre.

## Kanadische Streitkräfte
Auch den Angehörigen der kanadischen Streitkräfte ist der Cannabiskonsum erlaubt, muss jedoch 8 Stunden vor Dienstbeginn beendet werden. Für Militärangehörige, die Fahrzeuge führen oder Waffen tragen, sind es 24 Stunden. Bei Manövern und Einsätzen außerhalb Kanadas ist der Konsum nicht erlaubt.

## Cannabishaltige Lebensmittel
Seit dem 17. Oktober 2019 ist auch der Verkauf von cannabishaltigen Lebensmitteln erlaubt.